# Râul Ciuceavca
Râul Ciuceavca este un curs de apă, afluent al Dunării. 